# 李常官
李常官（1968年10月—），中华人民共和国政治人物，生于广西壮族自治区德保县，中国共产党籍。曾任广西壮族自治区人民政府副主席，广西壮族自治区投资促进局党组书记、局长。现任中華人民共和國民政部副部长。

## 生平
1987年5月加入中国共产党。曾長期在中共广西壮族自治区党委任職。2009年任中共玉林市委常委、组织部长。2013年任中共玉林市委副書記。2017年12月任中国国际贸易促进委员会广西壮族自治区分会会长、党组书记。2021年任广西壮族自治区投资促进局党组书记、局长。2023年1月任广西壮族自治区人民政府副主席。2024年9月不再担任广西壮族自治区政府副主席。
2024年10月11日被任命为中華人民共和國民政部副部长。